# Lockheed A-12

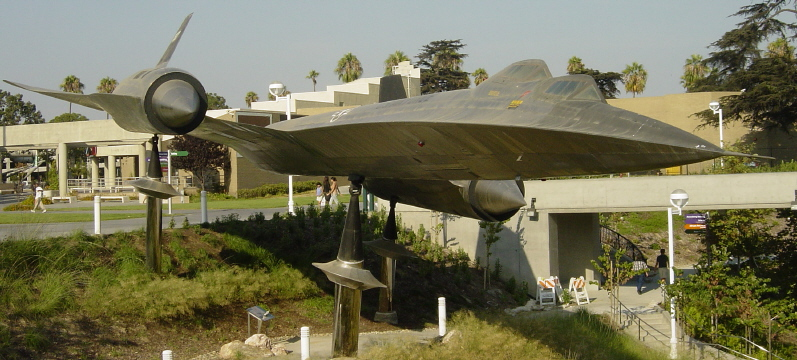
Єдиний побудований двомісний тренувальний A-12, виставлений у Каліфорнійському Науковому центрі Лос-Анджелесу.

Lockheed A-12 (Локхід А-12) — американський висотний літак-розвідник, розроблений для ЦРУ США секретним відділенням корпорації Lockheed Corporation — Skunk Works. Літак був створений на основі ідей американського авіаконструктора Кларенса «Келлі» Джонсона. Розробка А-12 тривала з 1962 по 1964 рік. Літак перебував в експлуатації з 1963 по 1968 рік, останнього разу піднявся у повітря у травні 1968 року. Конструкція одномісного літака, перший політ якого відбувся у квітні 1962 року, послужила основою для створення високошвидкісного висотного літака-розвідника SR-71 Blackbird.

## Історія
Попередня розробка А-12, відомого під назвою «Архангел», велася компанією Локхід наприкінці 1950-х років, і її метою був подальший розвиток літака-розвідника U-2, відомого під кодовою назвою «Ангел». Протягом подальшої розробки планера літака та змін у його конфігурації змінювалися і його позначення, прийняті в компанії Локхід (Архангел-1, Архангел-2 і т. д.). Незабаром ці назви були скорочені і стали відомі просто як «А-1», «А-2» тощо Таким чином, А-12 був 12-ю розробкою в серії перспективних літаків-розвідників, які мали на меті замінити U-2, що знаходилися на той момент в експлуатації.
У 1959 році проекту А-12 було віддано перевагу перед аналогічним проектом компанії Convair — «Kingfish». 26 січня 1960 року ЦРУ замовило 12 літаків А-12. Після перемоги у конкурсі проектів подальше виробництво та розробка А-12 йшли під кодовою назвою «Oxcart».
Льотні випробування літака розпочалися 25 квітня 1962 року на полігоні Грум Лейк. Третій, він же перший «офіційний» політ відбувся 30 квітня, а на початку травня 1962 року на літаку було досягнуто надзвукової швидкості в 1,1 М. Першим пілотом, що пілотував А-12, був льотчик-випробувач Лу Шальк.
Перші п'ять літаків А-12, побудовані в 1962 році, були оснащені двигунами Pratt & Whitney J75 з тягою 76 кН, що дозволяли А-12 досягати швидкостей пікірування приблизно в 2 М.
У жовтні 1962 року на літаки А-12 стали встановлювати спеціально розроблені для них нові двигуни J58, за допомогою яких у 1963 році на А-12 вдалося досягти швидкостей 3,2 М. Крім того, у 1963 році відбулася і перша втрата літака, коли 24 травня А-12, пілотований Кеннетом Коллінсом, зазнав катастрофи над штатом Юта. Тоді для прикриття ЦРУ видало літак під назвою F-105.
Усього за програмою розробки А-12 було вироблено 18 літаків, з них 13 були безпосередньо А-12 (5 літаків розбилося, два пілоти загинули), 3 були прототипами перехоплювача YF-12A (один втрачений 24 червня 1971 року), решта 2 були прототипами палубних літаків-розвідників M-21 (один розбився 30 липня 1966 року) під час запуску БПЛА).

## Конструкція
Значна частина деталей планера була виготовлена із титанового сплаву В-120 (безпосередньо титан закуповувався в СРСР  ).

## Експлуатація
Незважаючи на те, що літак розроблявся для проведення розвідки над територією Радянського Союзу і Куби, А-12 ніколи не використовувалися для цих завдань. Після того, як 1 травня 1960 літак-розвідник U-2 був збитий в районі Свердловська, СРСР вважався занадто небезпечним для виконання подібних завдань (крім того, для завдань розвідки на той час вже з успіхом використовувалися супутники):19.
Після тривалих суперечок ЦРУ вирішило розмістити А-12 в Азії. Перший А-12 прибув на авіабазу на Окінаві в Японії 22 травня 1967 року, після чого до 30 травня туди прибуло ще два подібні літаки. Протягом 1967 року з авіабази на Окінаві літаки А-12 здійснили близько 22 вильотів для проведення розвідки над територією Північного В'єтнаму. Крім того, А-12 брали участь у пошуках захопленого американського корабля «Пуебло».
Програма з виробництва та розробки А-12 була офіційно закрита 28 грудня 1968 з метою економії бюджету і у зв'язку з розробкою нового літака SR-71 Blackbird, основою якого і послужив А-12.
| Серійний номер | номер | тип             | кількість вильотів | годинник нальоту | доля |
| -------------- | ----- | --------------- | ------------------ | ---------------- | --- |
| 60-6924        | 121   | А-12            | 322                | 418,2            | Демонструється у музеї льотно-випробувального центру ВПС, в аеропорту Блекберд на заводі 42, Палмдейл, Каліфорнія. |
| 60-6925        | 122   | А-12            | 161                | 177,9            | Встановлено на палубі на авіаносці USS Intrepid, Нью-Йорк                                                          |
| 60-6926        | 123   | А-12            | 79                 | 135,3            | Втрачений 1963 рік                                                                                                 |
| 60-6927        | 124   | навчальний А-12 | 614                | 1076,4           | На виставці в Каліфорнійському науковому центрі Лос-Анджелесі, штат Каліфорнія                                     |
| 60-6928        | 125   | А-12            | 202                | 334,9            | Втрачений 1967 |
| 60-6929        | 126   | А-12            | 105                | 169,2            | Втрачений 1965 |
| 60-6930        | 127   | А-12            | 258                | 499,2            | На виставці в Космічному та ракетному центрі США, Хантсвіл, Алабама.                                               |
| 60-6931        | 128   | А-12            | 232                | 453,0            | На виставці в штаб-квартирі ЦРУ в Ленглі, Вірджинія                                                                |
| 60-6932        | 129   | А-12            | 268                | 409,9            | Втрачений 1968 |
| 60-6933        | 130   | А-12            | 217                | 406,3            | На виставці в Музеї авіації та космонавтики Сан-Дієго, парк Бальбоа, Каліфорнія                                    |
| 60-6937        | 131   | А-12            | 177                | 345,8            | На виставці в Південному музеї авіації, Бірмінгем, Алабама.                                                        |
| 60-6938        | 132   | А-12            | 197                | 369,9            | На виставці в Меморіальному парку лінкора (USS Alabama )                                                           |
| 60-6939        | 133   | А-12            | 10                 | 8,3              | Втрачений 1964 |
| 60-6940        | 134   | М-21            | 80                 | 123,9            | На виставці в Музеї польоту, Сіетл, Вашингтон.                                                                     |
| 60-6941        | 135   | М-21            | 95                 | 152,7            | Втрачений 1966 |

## Льотно-технічні характеристики

### Технічні характеристики
- Екіпаж : 1 людина
- Довжина : 31,26 м
- Розмах крила: 16,97 м
- Висота : 5,64 м
- Площа крила: 170 м²
- Маса порожнього: 30 600 кг
- Нормальна злітна маса: близько 53 000 кг
- Двигуни: 2× турбопрямотковий двигун з осьовим компресором Pratt & Whitney J58-P4
  - Тяга максимальна: 2×10 630 кгс
  - Тяга на форсажі : 2 × 14 460 кгс
  - Маса двигуна: 3200 кг

### Літні характеристики
- Гранична швидкість на висоті: 3100 км/год (2,6 М )
- Практична дальність: до 4000 км. (з використанням ТРДД без форсажу)
- Тривалість польоту : до 5 год.
- Практична стеля : 25 000 м
- Швидкопідйомність: 60 м/с
- Навантаження на крило:
  - при нормальній злітній масі: 311 кг/м²
- Тягоозброєність :
  - при нормальній злітній масі: 0,54